# 約翰·雷蒙·札勒
約翰·雷蒙·札勒（英語：John Raymond Zaller；1949年—）是加利福尼亞大學洛杉磯分校的政治科學家、教授，其專長為民意研究。他是《美國政治論評》的編者。他大學就讀加利福尼亞大學河濱分校，在加利福尼亞大學柏克萊分校取得博士學位。
札勒最知名的作品，是1992年的《民意的本質與起源》，他在書中主張：民意變遷是起因於政治菁英所施加的影響。雖然他承認主流媒體存在缺點，但他對於「資訊娛樂」持有正面看法，因為即使是濫情又膚淺的政治新聞報導，也能夠提升公眾對政治議題的關注。
札勒也提出一套認知心理學為基礎的模型，用以解釋為什麼「問卷填答在不同時間得到的結果非常不穩定」，以及「看似無關緊要的問卷問題順序調整，也能嚴重影響問卷填答結果」。他認為人民在填答問卷之前往往沒有具體明確的意見，而是在填答問卷時才臨時湊出一套意見出來。
札勒在大學部中教授選舉政治學、媒體對選舉投票行為之影響，並在研究所教授政治行為、中階統計分析。
札勒是加利福尼亞大學洛杉磯分校「政黨學派」的一份子，這個學派主張政黨並非野心政治家所創建，而是熱情政策支持者所創建。

## 重要著作
- The Party Decides: Presidential Nominations Before and After Reform, 2008, with Marty Cohen, David Karol and Hans Noel. University of Chicago Press.
- A Theory of Media Politics, How the Interests of Politicians, Journalists and Citizens Shape the News, 1999, unpublished.
- The Nature and Origins of Mass Opinion, 1992, Cambridge University Press.
- The American Ethos, Public Attitudes Toward Capitalism and Democracy, 1984, with Herbert McCloskey, Harvard University Press.

## 外部連結
- Profile on the UCLA Political Science Department website